# Daniil Medvedev
Daniil Medvedev (n. 11 februarie 1996, Moscova, Rusia) este un jucător profesionist de tenis din Rusia, clasat de către Asociația Profesioniștilor din Tenis (ATP) pe locul 1 mondial. Cea mai bună clasare a sa a fost nr. 1 mondial, realizată la 28 februarie 2022. A câștigat 20 titluri ATP inclusiv finala ATP din 2020.

## Finale de Grand Slam

#### Finale: 4 (1 titlu, 3 finalist)
| Rezultat | An   | Turneu          | Suprafață | Adversar       | Scor                         |
| -------- | ---- | --------------- | --------- | -------------- | ---------------------------- |
| Pierdut  | 2019 | US Open         | Dură      | Rafael Nadal   | 5–7, 3–6, 7–5, 6–4, 4–6      |
| Pierdut  | 2021 | Australian Open | Dură      | Novak Djokovic | 5–7, 2–6, 2–6                |
| Câștigat | 2021 | US Open         | Dură      | Novak Djokovic | 6–4, 6–4, 6–4                |
| Pierdut  | 2022 | Australian Open | Dură      | Rafael Nadal   | 6–2, 7–6(7–5), 4–6, 4–6, 5–7 |

## Viața personală
Familia Medvedev s-a mutat în Franța la Antibes unde Daniil se antrenează la o academie. Din 2018, el este și căsătorit.

## Legături externe
Materiale media legate de Daniil Medvedev la Wikimedia Commons
- en Daniil Medvedev la Association of Tennis Professionals
- en Daniil Medvedev la Olympedia.org